# Alberto Rivera
Alberto Rivera Pizarro (Puertollano, Ciudad Real, España, 16 de febrero de 1978) es un exfutbolista español que jugaba de centrocampista.

## Trayectoria
Formado en el fútbol base del Real Madrid C. F., logró destacar muy pronto y debutó con el primer equipo a los diecisiete años. Ocurrió el día 10 de junio de 1995 durante un encuentro ante el R. C. Celta de Vigo en el que también anotó un gol. Estos hechos lo convirtieron tanto en el jugador más joven en vestir la camiseta del Real Madrid como en el más precoz en marcar con el equipo blanco. Posteriormente, pasó dos temporadas en el Real Madrid C. F. "C" y otras dos en el Real Madrid C. F. "B", antes de marchar cedido al C. D. Numancia de Soria en la campaña 1999-2000.
A su regreso, se incorporó a la primera plantilla del Real Madrid y, aunque contó con pocas oportunidades, llegó a debutar en la Liga de Campeones ante el F. C. Spartak de Moscú el 7 de noviembre de 2000. En el mercado de invierno de la temporada 2000-01 fue cedido al Olympique de Marsella, donde disputó doce encuentros y marcó dos tantos. En la campaña 2002-03 salió nuevamente en calidad de préstamo, esta vez al Levante U. D. de Segunda División, donde consiguió un cuarto puesto en Liga, quedando a seis puntos del tercer clasificado. Para la temporada 2003-04 el Levante se hizo definitivamente con sus derechos en propiedad y logró el ascenso a Primera División entrenado por Manolo Preciado. Rivera fue un jugador importante en la primera plaza lograda por el equipo, tras jugar cuarenta y un partidos en los que consiguió anotar once goles.
Tras otra campaña con el equipo valenciano en la que no consiguieron mantenerse en la máxima categoría, fichó por el Real Betis Balompié en el verano de 2005. En su primer año como bético volvió a participar en una edición de la Liga de Campeones; además, el tercer puesto logrado en la fase de grupos les permitió acceder a la Copa de la UEFA, donde cayeron eliminados ante el Steaua de Bucarest en los octavos de final. Con los andaluces se mantuvo otras tres temporadas más, hasta el descenso del equipo a Segunda División en la campaña 2008-09.
El 16 de junio de 2009, después de desvincularse del Betis, se hizo oficial su fichaje por el Real Sporting de Gijón, donde se reencontró con su antiguo preparador en el Levante, Manolo Preciado. En la temporada 2009-10 fue uno de los jugadores más utilizados de la plantilla, llegando a disputar treinta y cuatro partidos completos, y fue galardonado con el Trofeo Molinón de Plata, entregado por las peñas sportinguistas al futbolista más destacado del año. En la campaña 2010-11 volvió a tener una participación alta, con treinta encuentros y la segunda mayor cifra del equipo en minutos jugados. Además, recibió el Premio LFP al Juego Limpio en reconocimiento a su trayectoria profesional. En su último año como jugador rojiblanco sufrió el tercer descenso a la categoría de plata de su carrera deportiva.
Tras no renovar su contrato con el Sporting, se comprometió con el Elche C. F. por dos temporadas. En la primera de ellas, la 2012-13, consiguió su segundo ascenso a Primera División después de finalizar la competición en el primer puesto. Después de disputar la campaña 2013-14 con el Elche en la máxima categoría, se desvinculó del club y decidió abandonar la práctica del fútbol profesional.

## Selección nacional
Fue internacional con España en la categoría sub-20, con la que se proclamó campeón de la Copa del Atlántico en 1997. Además, participó en el Mundial Juvenil de 1997, celebrado en Malasia, donde jugó cinco partidos en los que anotó dos goles. El 4 de noviembre de 2005 fue convocado por la selección abosluta para disputar la repesca de la clasificación para el Mundial 2006 ante Eslovaquia, aunque no llegó a debutar.

## Clubes
| Club                    | País    | Año       |
| ----------------------- | ------- | --------- |
| Real Madrid C. F. "C"   | España  | 1995-1997 |
| Real Madrid C. F. "B"   | España  | 1997-1999 |
| C. D. Numancia de Soria | España  | 1999-2000 |
| Real Madrid C. F.       | España  | 2000-2001 |
| Olympique de Marsella   | Francia | 2001-2002 |
| Levante U. D.           | España  | 2002-2005 |
| Real Betis Balompié     | España  | 2005-2009 |
| Real Sporting de Gijón  | España  | 2009-2012 |
| Elche C. F.             | España  | 2012-2014 |

## Palmarés

### Distinciones individuales
| Distinción                 | Año  |
| -------------------------- | ---- |
| Premio LFP al Juego Limpio | 2011 |